# Mount Ritter
Mount Ritter je hora v centrální části pohoří Sierra Nevada, v Madera County, na východě Kalifornie.
Je nejvyšším vrcholem pohoří Ritter Range, které je součástí Sierry Nevady. S nadmořskou výškou 4 008 m uzavírá první patnáctku nejvyšších hor Kalifornie s prominencí vyšší než 500 m.
Vrchol hory je díky své vysoké prominenci viditelný z dalších hor z dálky až 130 km.
Společně s vedlejší horou Banner Peak vytváří Mount Ritter jeden ze známých horských reliéfů Sierry Nevady.

## Geografie
Mount Ritter leží v centrální části pohoří Ritter Range, jihovýchodně od hranice Yosemitského národního parku. Jižně se nachází Sierra National Forest, jihovýchodně hora Mammoth Mountain a horské lyžařské centrum Mammoth Lakes a severovýchodně jezero Mono Lake.